# Mario Kart DS
Mario Kart DS es un videojuego de carreras desarrollado y publicado por Nintendo para la videoconsola portátil Nintendo DS. Se lanzó en noviembre de 2005 en Norteamérica, Europa y Australia, y el 8 de diciembre de 2005 en Japón. El juego se relanzó para la Consola Virtual de Wii U en Norteamérica y las regiones PAL en abril de 2015 y en Japón en mayo de 2016.
El juego fue bien recibido y obtuvo una puntuación total del 91 % de Metacritic. Los elogios se centraron en los gráficos y la jugabilidad, mientras que las críticas apuntaron a su repetitivo modo para un jugador. Mario Kart DS ha recibido numerosos premios, incluidos los premios Editors' Choice Awards de GameSpot e IGN, el premio al mejor juego portátil y los premios IGN al mejor juego de carreras/conducción y al juego del año 2005. En los Estados Unidos, Mario Kart DS fue el juego más vendido en su primer mes de lanzamiento y mantuvo su posición en el mes siguiente. En general, Mario Kart DS es el tercer juego más vendido para Nintendo DS en diciembre de 2010, con 20,7 millones de unidades vendidas en todo el mundo.

## Jugabilidad
Mario Kart DS es un videojuego de carreras en el que el jugador, como personaje de la franquicia Mario, corre en un kart contra otros siete personajes. Cada curso presenta cajas de elementos por las que el jugador puede atravesar para recibir un elemento seleccionado al azar. Algunos elementos permiten al jugador atacar a otros corredores para ralentizarlos, mientras que otros elementos se pueden usar para acelerar su propio kart y adelantar a otros corredores más fácilmente.: 10 
El juego presenta una lista base de los ocho personajes jugables de Mario Kart 64,: 31  junto con los personajes desbloqueables Daisy, Dry Bones, Waluigi y R.O.B. para un total de 12. Cada personaje tiene tres karts únicos para elegir,: 31  cada uno de los cuales varía en atributos como velocidad máxima, aceleración y manejo.
El juego presenta cinco modos de juego para un jugador: Grand Prix, Contrarreloj, Versus, Batalla y Misión.: 13–21  Los modos Grand Prix y Versus requieren que el jugador elija una clase de motor entre 50cc, 100cc y 150cc.: 13  Las clases sirven como niveles de dificultad: cuanto mayor es la clase de motor, más rápido van todos los karts. Además, se puede desbloquear un modo espejo, en el que los karts utilizan motores de 150 cc y las pistas se voltean horizontalmente. El juego presenta 32 campos repartidos en ocho copas, la mitad de los cuales contienen pistas de juegos anteriores de Mario Kart (conocidos como Retro Grand Prix).: 13 
El juego también cuenta con un modo multijugador, en el que 8 jugadores compiten entre sí utilizando la función DS Download Play para consolas sin cartucho o conexión LAN inalámbrica multitarjeta.: 27–29  Esta versión tiene cursos limitados disponibles,: 27  y los jugadores sin cartuchos juegan como Shy Guy, un personaje que no está disponible en el juego normal.: 34  Hasta su discontinuación el 20 de mayo de 2014, Mario Kart DS admitía el juego en línea a través de la Conexión Wi-Fi de Nintendo, en la que hasta 4 jugadores podían jugar juntos.: 37 

## Desarrollo
Nintendo anunció por primera vez el 11 de mayo de 2004 que planeaba lanzar un Mario Kart para Nintendo DS, mostrando al mismo tiempo algunas imágenes. La compañía lo ofreció al público por primera vez en la Game Developers Conference de 2005. Mario Kart DS fue producido por Hideki Konno, quien también trabajó en Nintendogs (2005). El juego se ejecuta a sesenta cuadros consistentes por segundo y utiliza personajes y entornos 3D.
Mario Kart DS es el primer Mario Kart que admite el juego en línea. Konno señaló que aunque Mario Kart DS y la serie Halo tienen funcionalidad en línea, la mayoría de las personas que usaban la función en los juegos de Halo eran «jugadores incondicionales». Continuando con la tradición de introducir nuevas mecánicas en cada Mario Kart, Mario Kart DS es el primero de la serie que admite hasta ocho jugadores simultáneamente con un solo cartucho. Como novedad en la serie, también incluye un Modo Batalla para un jugador, que no requiere que haya al menos dos jugadores humanos. Primer juego de Mario Kart para Nintendo DS, los desarrolladores probaron varias funciones que aprovechaban la pantalla táctil del dispositivo. Consideraron permitir que los jugadores dejaran caer objetos en cualquier lugar de la pista en lugar de justo detrás de su kart. Sin embargo, los desarrolladores encontraron la idea muy confusa, ya que el juego ya tenía muchas distracciones, lo que dificultaba controlar dónde colocar los elementos durante la competencia.
En Mario Kart DS, los karts pueden obtener un aumento de velocidad momentáneo mientras están detrás de otro vehículo; esta característica también se usó anteriormente en la entrega de 1996, Mario Kart 64. Mario Kart DS pone un mayor énfasis en la función, ya que proporciona una indicación visual cuando el kart utiliza la función. En una entrevista, Konno recuerda que incluyeron pistas de juegos anteriores de Mario Kart DS para que los jugadores que habían jugado al Super Mario Kart de Super Nintendo, se sintieran más familiarizados con el primer juego de Nintendo DS de la serie.

## Recepción
Mario Kart DS fue lanzado por Nintendo para la DS en Norteamérica el 14 de noviembre de 2005, Australia el 17 de noviembre de 2005, Europa el 25 de noviembre de 2005, Japón el 8 de diciembre de 2005 y Corea del Sur el 5 de abril de 2007. Nintendo reveló más tarde que Mario Kart DS también se vendería junto con un nuevo tono de color de Nintendo DS, rojo, a partir del 28 de noviembre de 2005. Metacritic consideró que fue creado para recibir «aclamación universal»,  lo que le otorga una puntuación total del 91 %. Los elogios se centraron en los gráficos y la jugabilidad, mientras que las críticas señalaron su repetitivo modo para un jugador. Mario Kart DS recibió los premios Editors' Choice Awards de GameSpot e IGN. GameSpot lo nombró como el mejor de 2005 en varios premios, incluidos Mejor juego multijugador, Mejor juego de conducción, y Mejor juego de DS, ganando este último. El juego recibió el premio al Mejor Juego Portátil de G-Phoria. IGN lo premió como Mejor Juego de Carreras/Conducción y Juego del Año 2005.
Varias críticas lo elogiaron por estar a la altura de los estándares establecidos por sus predecesores. Incluso después de encontrar fallas que hacían que el juego en línea fuera aburrido, GameSpy todavía creía que el modo para un jugador y la conexión inalámbrica local compensaban con creces la falla. Nintendo World Report señaló que «las mejores características del último Mario Kart están de vuelta», trabajando bien con las nuevas características de Mario Kart DS, calificando el resultado final como «el juego más impresionante jamás lanzado para Nintendo DS y también el mejor juego de la serie Mario Kart». X-Play compartió ésta postura y señaló que superó todas sus expectativas, convirtiéndose en el «mejor juego de karts jamás lanzado, portátil o no». GameZone también cree que «está a la altura de su legado», con sus pistas inventivas, su modo multijugador y su valor de repetición. Alejandro K. Brown de CBS News apreció el uso exclusivo que hace el juego de las funciones de Nintendo DS, como su micrófono y conectividad inalámbrica. GamesRadar nombró a Mario Kart DS como el mejor juego de DS de todos los tiempos, superando a Pokémon negro y Pokémon blanco (segundo) y Grand Theft Auto: Chinatown Wars (tercero).
Al encontrar difícil imaginar cómo Nintendo podría hacer un Mario Kart mejor que Mario Kart DS, IGN elogió el juego y la profundidad de su diseño. GameSpot lo calificó como un «paso significativo» para la serie Mario Kart, en parte porque es el primero de la serie que incluye juego en línea. Game Revolution dijo que el juego «llega lejos» con sus modos para un jugador y multijugador. 1UP.com elogió el «paquete sorprendentemente atractivo», describiéndolo como un «título de carreras portátil a la par de cualquier cosa que haya aparecido en consola». La revista de videojuegos GamePro quedó satisfecha con la variedad de controladores, pistas, modos y opciones multijugador ofrecidas, lo que le dio algo «imprescindible» para cualquier fanático de Nintendo y un requisito indispensable para cualquier propietario de Nintendo DS. Computer and Video Games describió a Mario Kart DS como el Mario Kart «más completo», a pesar de algunos defectos gráficos. Eurogamer disfrutó del modo multijugador y lo calificó como «realmente práctico para jugar con otras personas». La publicación británica Games TM criticó el juego por ser simplemente un «pulido del concepto de Mario Kart y poco más», y el sitio web de videojuegos Nintendophiles se mostró decepcionado con el modo para un jugador «bastante repetitivo» y los «jugadores de computadora baratos».
Mario Kart DS fue el primero para Nintendo DS en aprovechar la función Conexión Wi-Fi de Nintendo de la consola. Al final de su semana de debut en los Estados Unidos, 112 000 personas lo compraron, de las cuales 52 000 habían iniciado sesión en la Conexión Wi-Fi de Nintendo para jugar contra otras personas a través de Internet. Mario Kart DS fue el título portátil más vendido en su primer mes de noviembre de 2005 en los Estados Unidos. Fue el décimo más vendido de 2008 y el de Nintendo DS más vendido de ese año. En Japón, vendió 224 411 copias en su primera semana. Mario Kart DS vendió 3 112 363 unidades en julio de 2008, y 3 224 996 copias en enero de 2009, lo que lo convierte en el sexto juego más vendido para Nintendo DS desde el lanzamiento de la consola. En los Estados Unidos, vendió 910 000 copias y ganó 31 millones de dólares en agosto de 2006. Durante el período comprendido entre enero de 2000 y agosto de 2006, fue el juego número 23 más vendido lanzado para Game Boy Advance, Nintendo DS o PlayStation Portable en ese país. En 2009, Official Nintendo Magazine lo clasificó en el puesto 26 en una lista de los mejores juegos de Nintendo. En marzo de 2016, Mario Kart DS ha vendido 23,6 millones de unidades en todo el mundo.